# Phil Veivers
Pas d'image ? Cliquez ici

a Compétitions nationales et continentales officielles uniquement.

Phil Veivers, né le 22 mai 1964 à Beaudesert, est un ancien joueur de rugby à XIII australien évoluant au poste d'arrière dans les années 1980 et 1990. Après avoir débuté aux Magpies dans le Queensland, il s'exile en Angleterre et à St Helens RLFC en compagnie de Mal Meninga, il y reste la majeure partie de sa carrière avant de la terminer aux Huddersfield Giants.